# Mörttjärnen (Los socken, Hälsingland, 683291-145639)
Mörttjärnen är en sjö i Ljusdals kommun i Hälsingland och ingår i Ljusnans huvudavrinningsområde.